# Páll Pampichler Pálsson

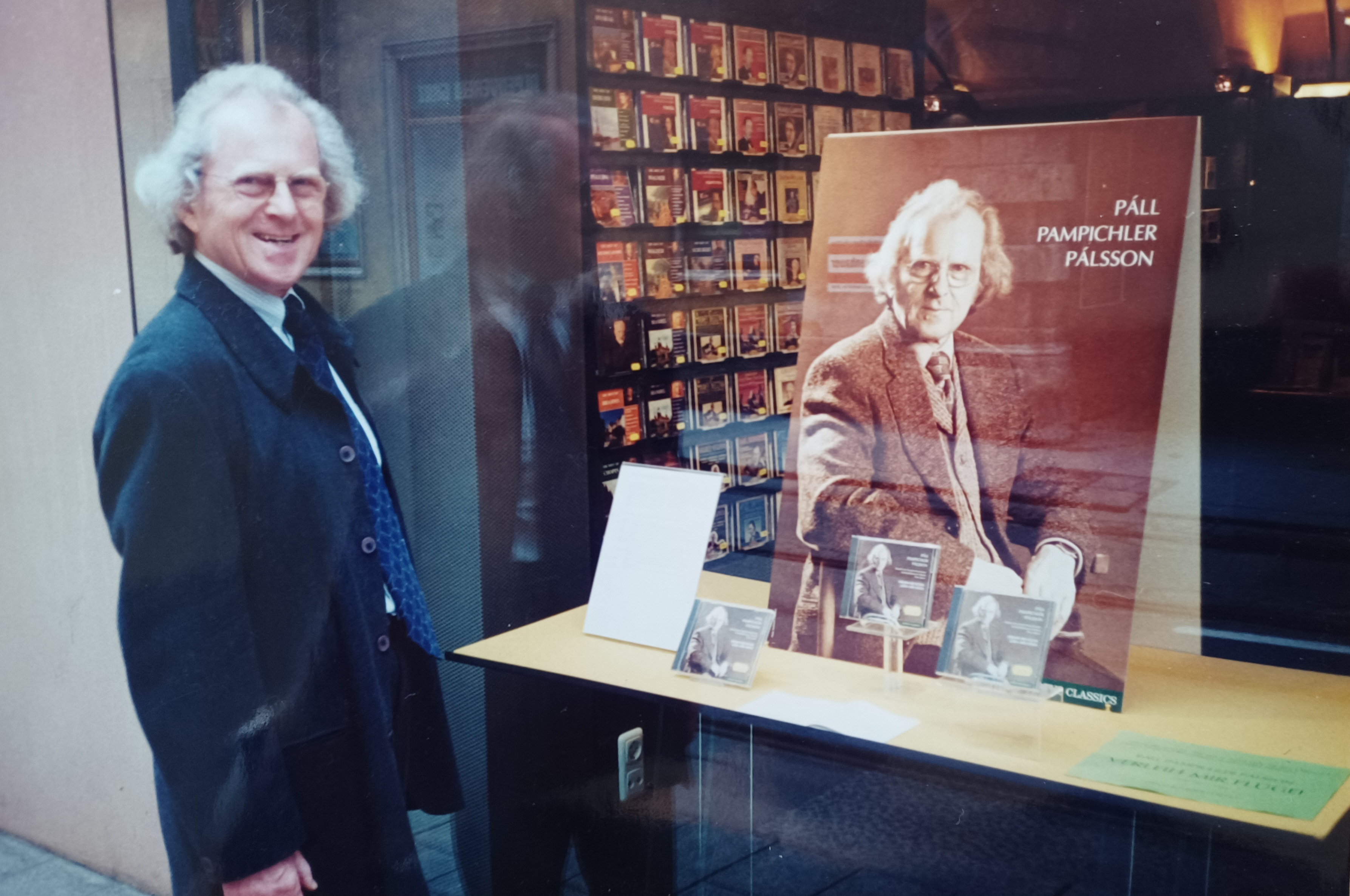
Páll Pampichler Pálsson (1996)

Páll Pampichler Pálsson (* 9. Mai 1928 in Graz; † 10. Februar 2023 ebenda) war ein österreichisch-isländischer Komponist, Dirigent, Chorleiter, Instrumentalist und Musiklehrer.

## Leben
Páll Pampichler Pálsson war das jüngste Kind des Grazer Komponisten und Instrumentalisten Paul Pampichler II. und dessen Frau Fernanda, sowie Enkel des Sängers Paul Pampichler I. und einer polnischen Burgschauspielerin und Sängerin.
Im Alter von 17 Jahren wurde er 1945 jüngstes Mitglied des Grazer Philharmonischen Orchesters, dem er bis 1949 als Trompeter angehörte. 1949 wurde er nach Island berufen, um die Leitung der Blaskapelle Lúðrasveit Reykjavíkur zu übernehmen und im Radiosinfonieorchester als erster Trompeter zu wirken. Mit der Gründung des Isländischen Sinfonieorchesters (Sinfóníuhljómsveit Íslands; ISO) wirkte er ab 1950 als dessen erster Trompeter. 1953 ehelichte er die Isländerin Ástríður Lóa Eyjólfsdóttir, mit ihr hatte er drei Kinder. 1957 debütierte er als Dirigent des Sinfonieorchesters, was 1959 einen weiteren Studienaufenthalt in Hamburg nach sich zog. 1964 wurde er zum Leiter des Männerchores Karlakór Reykjavíkur - Íslensk þjóðlög, mit dem er zahlreiche Tourneen unternahm, unter anderem in die Vereinigten Staaten, die Sowjetunion, die Baltischen Staaten, nach Griechenland, Ägypten, China, Kanada, Deutschland und Österreich. 1971 wurde er zum ständigen Dirigenten des isländischen Sinfonieorchesters, mit dem er über 250 Konzerte im In- und Ausland aufführte. Der beginnende Verlust seiner Hörfähigkeit zwang Pampichler Pálsson dazu, sich aus dem aktiven Dirigat zurückzuziehen. 1994 kehrte er nach Graz zurück, um sich seinem kompositorischen Schaffen zu widmen.

## Ausbildung und Wirken
Paul Pampichler III. wurde 1937, mit neun Jahren, jüngster Schüler am Johann-Josef-Fux-Konservatorium, wo er Klavier, Geige, Trompete und Komposition bei Franz Mixa, Artur Michl und Franz Brugger studierte.
Von 1945 bis 1949 war er zweiter Trompeter und jüngstes Mitglied der Grazer Philharmoniker, dem auch sein Vater und sein Großvater angehörten.
1949 wurde er von den Grazer Bühnen für ein Jahr beurlaubt, um auf Empfehlung seines Lehrers, Franz Mixa, als Leiter der Blaskapelle Lúðrasveit Reykjavíkur und als erster Trompeter des damaligen Radio-Sinfonieorchesters zu arbeiten. Ebenfalls als erster Trompeter wurde er 1950 Mitbegründer des isländischen Sinfonieorchesters. Pálsson debütierte als Dirigent des Sinfonieorchesters am 5. Februar 1957 im Þjóðleikhúsinu (Nationaltheater). Ein Stipendium führte ihn 1959/60 an die Hochschule für Musik und Theater Hamburg, wo er Dirigierkunst bei Wilhelm Brückner-Rüggeberg studierte.
Von 1964 bis 1990 leitete er den Männerchor Karlakór Reykjavikur. Zwischen 1971 und 1994 war er ständiger Dirigent des isländischen Sinfonieorchesters, mit dem er rund 250 Konzerte im In- und Ausland aufführte.
Ein besonderes Anliegen war Pálsson die Uraufführung avantgardistischer Werke des 20. Jahrhunderts in Island und die erstmalige Aufführung zahlreicher Werke isländischer Zeitgenossen im In- und Ausland. Ihm war ihm die Ausbildung von Kindern und Jugendlichen wichtig, er gründete 1955 ein Jugendblasorchester und unterrichtete knapp 40 Jahre lang an der Melaskóli-Grundschule Reykjavík und am Reykjavík College of Music.

## Auszug aus dem Werkverzeichnis

### Werke für Orchester (Auszug)
- Meditation über L. (1977)
- Herbstblätter (1979)
- Hände (für Streichorchester, 1983)
- Concerto di Giubileo (1989)
- Nordlicht Sinfonie (1999)
- Flettuleikur (für Orchester und Jazz-Quartett, 1981)
- Epitaph (in memoriam meiner Schwester Erika Kummer, 2002)
- Erinnerungen (2005)
- Largo mistico (für großes Orchester, 2012)
- Lebensklänge (Sinfonie für Orgel und Orchester, 2014)

### Werke für Kammermusik (Auszug)
- Kristalle (Streichquartett und Bläserquintett, 1970)
- Das Mädchen und der Wind (Flöte und Cembalo, 1979)
- Lantao (Oboe, Harfe und Schlagzeug, 1979)
- Touches (Schlagzeug, 1985)
- Morgen (Mezzosopran und Kammerorchester, 1981)
- Sechs gedankenvolle Gesänge (Sopran und drei Klarinetten, 1990)
- Expromptu (Bläserquintett, 1997)
- Expromptu (Geige und Klavier, 1997)
- Kristalle 2 (Streichquartett und Bläserquintett, 2000)
- Nonett (2 Oboen, 2 Klarinetten, 2 Fagotte, 2 Hörner, 1 Trompete, 1984)
- Notturno I (Geige, Cello, Klavier, 1999)
- Notturno II (Geige, Viola, Cello, Klavier, 1999)
- Notturno III (Geige, Klarinette, Klavier, 1999)
- Adagio elegacio (Cello, Klavier, 2001)
- Zeitweben (Geige, Viola, Cello, Klavier, 2003)
- Trio Trionfante (3 B-Klrinetten, 2002)
- Sternengesang (Cello, Klavier, 2008)
- Glockenblume (Oboe, Oboe d’amore, Englischhorn, Fagott, 2003)
- Drei Energien für Streichquartett (2011)
- Lamento (Violine, B-Klarinette, Violoncello, Kontrabass, Klavier, 2012)

### Werke für Chor (Auszug)
- Fünf Mimerix für Männerchor und Klavier (1973)
- Drei lieder für Männerchor (1995)
- Drei Limerix für gemischten Chor (1974)
- Requiem Kyrie Dies Irae für gemischten Chor (in memoriam Jón Leifs, 1968)
- Svarat i Sumartungl (Männerchor und Orchester, 1967)
- Drei walisische Lieder (Männerchor und Harfe, 1980)
- Lux Aeterna (gemischter Chor, 1999)

### Werke für Blasorchester (Auszug)
- Concerto (Bläser und Schlagzeug, 1962)
- Preludio Sinfonico (1999)
- Suite Arctica (1969)
- Wellenlichter (3 Sätze für symphonische Bläser und Schlagzeug, 2007)

### Werke für Solisten und Orchester (Auszug)
- Fagottkonzert (1961)
- Klarinettenkonzert (1982)
- Verleih mir Flügel (6 Gesänge für Mezzosopran und Orchester, 1993)
- Sinfonietta concertante für Horn, Trompete, Posaune (1988)
- Konzert für Geige und Orchester (1988)
- Südlicht (Konzert für Cello, Klavier und Orchester, 2003)
- Capriccio serioso (Klavier und Orchester, 1996)
- Durch die Zeiten (Versöhnungskantate für Mezzosopran, Bassbariton, gem.Chor, Bläser, Schlagzeug, 1997)
- Dansandadans  (Sjón, Männerchor, Soloflöte, Orchester, 2001)

### Werke für Klavier (Auszug)
- Vier Energien (1999)
- Kast´lmusik (2001)
- Van P.I+II (2008)
- Hymnus (2011)

### Werke für Gesang und Klavier (Auszug)
- Erotisches von Wilhelm Busch (2001)
- Halt dein Rösslein (W.Busch, 1996)
- Drei isländische Liebeslieder (1969)
- Traurigkeit (Bassbariton und Klavier, 1998)
- Spätsommer (Mezzosopran, Bassbariton und Klavier, 1998)

### CD-Veröffentlichungen (Auszug)
- Kristallar - Crystals Chamber Works. Reykjavík Chamber Orchestra. ITM, Reykjavík, 1994
- Verleih mir Flügel. Lotus Records 1996